# جايير بولسونارو
جايير ميسياس بولسونارو (بالبرتغالية: Jair Messias Bolsonaro‏) (مواليد 21 مارس 1955) هو سياسي برازيلي وقائد عسكري سابق والرئيس الثامن والثلاثون للبرازيل. ولد في بلدة غليسيريو في ساو باولو في البرازيل. كان عضوا في مجلس النواب عن حزبه منذ عام 1991. وهو شخصية مثيرة للجدل في البرازيل، ومعروف بآرائه السياسية اليمينية المتطرفة والشعبوية، بما في ذلك تعليقاته المساندة للديكتاتورية العسكرية التي حكمت البرازيل في الفترة من 1964 إلى 1985. وهو عضو في الحزب الليبرالي الاجتماعي اليميني المُحافظ.
برز في الانتخابات البرازيلية في سنة 2018، في يوم 7 سبتمبر 2018 تعرض للطعن على يد أحد اليساريين عندما كان متواجداً في تجمع بين مؤيديه. في يوم 29 أكتوبر 2018 أعلن عن فوزه بانتخابات الرئاسة البرازيلية بعد فوزه بأكثر من 55% من الأصوات في الانتخابات النهائية متفوقاً على منافسه اليساري فرناندو حداد.
في 7 يوليو عام 2020، أعلن بولسونارو عن تأكد إصابته بفيروس كورونا (كوفيد-19). واجه بولسونارو وإدارته طوال فترة اجتياح جائحة فيروس كورونا للبلاد اتهامات إزاء الاستخفاف بالأزمة في ظل قفز أعداد حالات المصابين بالفيروس في البرازيل قفزًا أُسيًا بحلول منتصف عام 2020. اعتبر بولسونارو أن الإماتة الناجمة عن الفيروس هي مماثلة لتلك الناجمة عن الإنفلونزا، وشدَّد على أن أولويته تتركز على تعافي البلاد اقتصاديًا عوضًا عن النظر إلى الأزمة الصحيَّة. لم يراوح بولسونارو عن إلقاء أصابع اللوم على الصحافة وخصومه السياسيين جراء ما اعتبره المبالغة في التهديد الذي يشكله الفيروس.

## المسيرة العسكرية

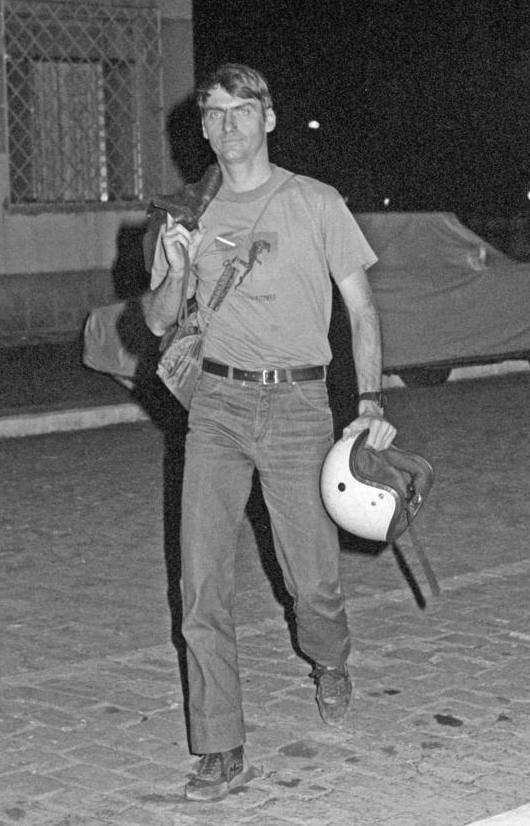
بولسونارو في عام 1986

في سنواته الأخيرة في المدرسة الثانوية، قُبِل بولسونارو في المدرسة الإعدادية للجيش البرازيلي (بالبرتغالية: Escola Preparatória de Cadetes do Exército) والتحق بها في عام 1973. وفي عام 1974، التحق بالأكاديمية العسكرية الرئيسية في البرازيل (بالبرتغالية: Academia Militar das Agulhas Negras) وتخرج عام 1977 كضابط مدفعية. خدم في مجموعة المدفعية الميدانية التاسعة، في نيواك، ماتو غروسو دو سول. درس لاحقًا في مدرسة التدريب البدني للجيش في ريو دي جانيرو وخدم في المجموعة المدفعية الميدانية الحادية والعشرين، ومجموعة المدفعية الميدانية الثامنة مظليين، من لواء المظليين، وأمضى كلا الخدمتين في نفس المدينة. قال كبار ضباطه إنه كان «عدوانيًا» ولديه «طموح مفرط للحصول على مكاسب مالية واقتصادية». أشار التقييم إلى محاولة بولسونارو لاستخراج الذهب في ولاية باهيا. وحسب قوله فإن النشاط كان مجرد «هواية وصحة نفسية». في عام 1987، درس في مدرسة تحسين الضباط، حيث درس دورة المدفعية المتقدمة.
جاء أول ظهور علني لبولسونارو في عام 1986 عندما أجرى مقابلة مع المجلة الإخبارية فيجا. اشتكى من تدني رواتب العسكريين وادعى أن القيادة العليا كانت تقوم بفصل الضباط بسبب تخفيضات الميزانية وليس لأنهم يظهرون «انحرافات في السلوك» كما كانت القيادة تخبر الصحافة. رغم توبيخه من قبل رؤسائه، تلقى بولسونارو الثناء من زملائه الضباط وزوجات الرجال العسكريين، وأصبح اسمًا مألوفًا للمتشددين واليمينيين الذين أصبحوا محبطين من الحكومة البرازيلية الديمقراطية المدنية الجديدة.
في أكتوبر 1987، واجه بولسونارو اتهامًا جديدًا. ذكرت مجلة فيجا أنه كان يخطط مع أحد زملائه في الجيش لزرع قنابل في وحدات عسكرية في ريو دي جانيرو. بعد أن وصف بولسونارو الادعاء بأنه «من نسج الخيال»، نشرت المجلة في عددها التالي رسومات تخطيطية توضح تفاصيل الخطة. وزُعم أن الرسوم من صنع بولسونارو. وضحت السجلات الرسمية التي اكتشفتها صحيفة أو إستاداو دي ساو باولو في 2018 تفاصيل القضية. بعد تحقيق أجراه مكتب عسكري إداري يسمى مجلس التبرير، اعتُبر بولسونارو بالإجماع مذنبًا. وفقًا لهذا المجلس، أظهر بولسونارو «انحرافًا خطيرًا في الشخصية وتشوهًا مهنيًا»، و «افتقارًا للشجاعة الأخلاقية لترك الجيش» وأنه «كذب طوال العملية» عند إنكاره الاتصالات المتكررة مع فيجا. ثم حللت المحكمة العسكرية العليا القضية. صوّت الجنرال المسؤول عن الإبلاغ عن القضية لتبرئة بولسونارو، بحجة أنه قد عوقب بالفعل بسبب مقال فيجا الأولي، وأنه لا من دليل على خططه لزرع القنابل، وثمة «تناقضات عميقة في اختبارات دراسة الخطوط»، إذ فشل اثنان منها في استنتاج أن بولسونارو هو مؤلف الرسومات التخطيطية. تمت تبرئة بولسونارو بأغلبية المحكمة (9 × 4 أصوات). في ديسمبر 1988، وبعد هذا الحكم مباشرة، ترك الجيش ليستهل حياته السياسية. خدم في الجيش لمدة 15 عامًا، ووصل إلى رتبة نقيب.

## المسيرة السياسية

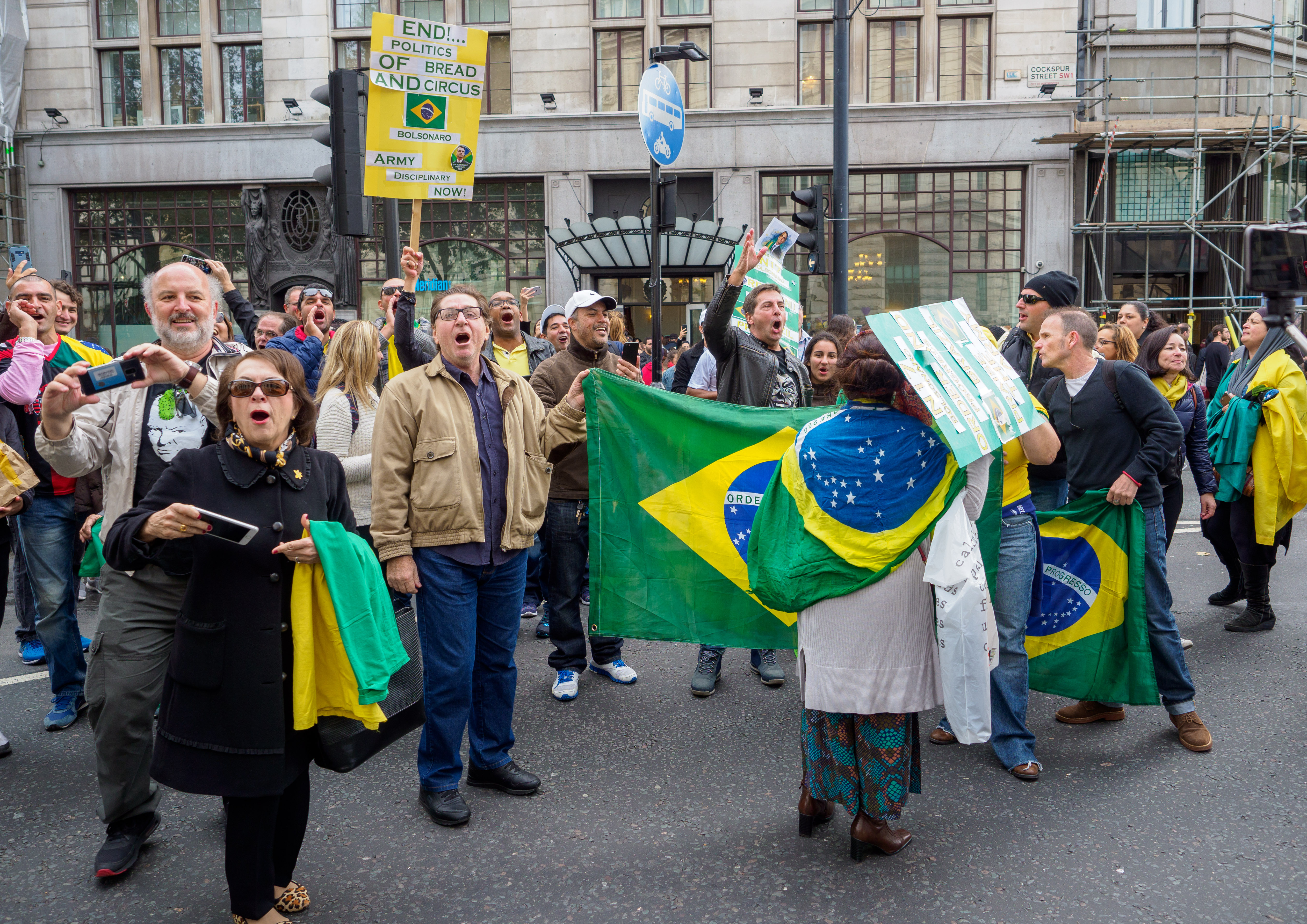
أنصار بولسونارو في لندن، 7 أكتوبر 2018

### عضو مجلس ريو دي جانيرو (1989-1991)
دخل بولسونارو السياسة في عام 1988، وانتُخب عضو مجلس لمدينة ريو دي جانيرو، ممثلًا للحزب الديمقراطي المسيحي. وفقًا لسيرة حياته التي كتبها ابنه فلافيو، كان بولسونارو «مرشحًا لمنصب عضو مجلس لأنه كان الخيار الوحيد المتاح أمامه آنذاك لتجنب الاضطهاد من قبل بعض الرؤساء. حدث دخوله إلى السياسة عن طريق الصدفة، إذ كان يرغب بالاستمرار بمسيرته العسكرية».
أمضى عامين فقط في غرفة بلدية ريو دي جانيرو. وُصِف بأنه مستشار هادئ وحصيف ومحافظ، ولم يُظهر مشاركة تذكر. استخدم فترته كعضو مجلس بشكل أساسي لإبراز القضايا العسكرية، مثل استحقاقات التقاعد للضباط السابقين.

### النائب الاتحادي لريو دي جانيرو (1991-2018)
في انتخابات 1990، انتُخب بولسونارو نائبًا فيدراليًا للحزب الديمقراطي المسيحي. خدم سبع فترات متتالية، منذ 1991 حتى 2018. وكان قد انتسب إلى العديد من الأحزاب السياسية البرازيلية الأخرى على مر السنين. في عام 2014، كان عضو الكونغرس الذي حصل على أكبر عدد من الأصوات في ريو دي جانيرو مع 465 ألف صوت.
خلال 27 عامًا من الخدمة في الكونغرس الوطني البرازيلي، قدم تعديلًا دستوريًا واحدًا وما لا يقل عن 171 مشروع قانون، أصبح اثنان منها قانونين. قال بولسونارو، الذي يدعي تعرضه للاضطهاد من قبل الأحزاب اليسارية، إن معظم أعضاء الكونغرس لا يصوتون وفقًا لأجنداتهم، إنما «وفقًا لهوية مؤلف مشروع القانون».
في يناير 2018، هجر بولسونارو الحزب الاجتماعي المسيحي وانتقل إلى الحزب الاجتماعي الليبرالي. بعد انتسابه، تبنى الحزب الاجتماعي الليبرالي المواقف المحافظة واليمينية، وأعلنت الحركة الاجتماعية الليبرالية، ليفرس، رحيلها عن الحزب.

## الآراء السياسية
وصِفت طبيعة آراء بولسونارو السياسية بالوطنية واليمينية الشعبوية وهو معروف بتأيده ودفاعه عن سياسات ومواقف اليمين المتطرف، في حين يدَّعي مؤيديه من الشعب أن مواقفه تنسجم أكثر مع السياسة المحافظة اليمينية التقليدية. وتتألف قاعدته الانتخابية بصورة رئيسية من الشباب التي عادةً ما تتراوح أعمارهم ما بين الـ16 حتى الـ24 عاماً، والطبقة العاملة الوسطى والطبقة العليا المتركزة أساساً في المنطقة الجنوب شرقية من البلاد، وعموم المحافظين، والخريجين الجامعيين، وبعض الوسطيين السياسيين، إضافةً إلى التيار الديني اليميني المسيحي.
يعد بولسونارو مناهضاً لحق المرأة في الإجهاض، ومناهضاً للمؤسسة والنخبة الحاكمة ومؤيداً لحيازة السلاح حيث أبدى معارضته لمعظم أشكال قوانين تنظيم والتحكم بحيازة الأسلحة النارية في البلاد، فيرى أن المواطنون الملتزمون بالقانون يتمتعون بحق في الدفاع عن أنفسهم (ولاسيما المواطنون الذي يعيشون في المناطق الريفية). وفقاً لصحيفة واشنطن بوست فقد بلغ عدد جرائم القتل رقماً قياسياً في البرازيل «عند 63,880 جريمة قتل خلال السنة الماضية...وحل بولسونارو هو نهج عدم التسامح المطلق. فدعا الشرطة إلى استعمال قوة أكثر قتلاً وأراد تخفيف قوانين ضبط حياذاة الأسلحة النارية حتى يستطيع المواطنون العاديون الدفاع عن أنفسهم.» غالباً ما يرفض بولسونارو الاتهامات الموجهة ضده بآرائه المصطبغة بازدراء المرأة ورهاب المثلية، فيما يدَّعي بأنه ليس سياسياً من «اليمين المتطرف»، ولكنه ببساطة يمينيّ ليس إلَّا.

### حماية البيئة
يوجد في البرازيل أكبر غابة استوائية مطرية على سطح الكوكب ألا وهي غابة الأمازون الواقعة في حوض الأمازون. وفقاً لصحيفة الواشنطن بوست فإن بولسونارو «من الداعمين القويين لأعمال التجارية الزراعية... ويُرجح اتجاهه لتفضيل الأرباح على الحفاظ. ... اغتاظ بولسونارو من الضغوط الخارجية الهادفة لحماية غابة الأمازون المطرية، وأعلن للمجموعات غير الربحية مثل الصندوق العالمي للطبيعة عن عدم تغاضيه عن أجندتهم في البرازيل. كما أبدى معارضته القوية للأراضي المحفوظة لقبائل السكان الأصليين. كما أضاف مستشارو بولسونارو على ذلك قولهم عن توسيع الطاقتين النووية والكهرمائية واصلةً إلى الأمازون.»

### المسيحية والعلمانية
بولسونارو هو عضو في الكنيسة الكاثوليكية. يقال إنه حضر كنيسة معمدانية لمدة 10 سنوات. في خطاب عام 2017، قال بولسونارو «الله فوق كل شيء. لا يوجد شيء اسمه الدولة العلمانية. الدولة مسيحية والأقلية ستضطر للتغيير، إذا استطاعت.»

## وصلات خارجية
- جايير بولسونارو على موقع IMDb (الإنجليزية)
- جايير بولسونارو على موقع الموسوعة البريطانية (الإنجليزية)
- جايير بولسونارو على موقع مونزينجر (الألمانية)
- جايير بولسونارو على موقع ميوزك برينز (الإنجليزية)
- جايير بولسونارو على موقع ديسكوغز (الإنجليزية)
- جايير بولسونارو على موقع قاعدة بيانات الفيلم (الإنجليزية)
- جايير بولسونارو على موقع كينوبويسك (الروسية)

- رئيس البرازيل (بالبرتغالية)
- (بالبرتغالية)
- جايير بولسونارو على تويتر.
- جايير بولسونارو  على فيسبوك.
- جايير بولسونارو على يوتيوب